# Association sportive des PTT Sfax
Maillots
L'Association sportive des PTT Sfax est un club tunisien de volley-ball basé dans la ville de Sfax.

## Direction
- Président du club : Khaled Hamza
- Entraîneur : Samir Ben Salem